# Компанейщиков, Николай Васильевич
Николай Васильевич Компанейщиков (1817—1888) — русский государственный деятель, черниговский вице-губернатор (1854—1856) и вятский губернатор. Член Совета министра внутренних дел; тайный советник.

## Биография
Родился 23 марта (4 апреля) 1817 года.
Начал службу 1 мая 1836 года.
Учился в Московском университете. Служил в департаменте мануфактур и торговли; затем чиновником особых поручений при министерстве внутренних дел (1842—1854). В 1851 году был направлен в Вятку для производства следствия о побеге находившегося под надзором полиции графа Михаила Потоцкого.
С 11 сентября 1854 года был назначен черниговским вице-губернатором. В 1856 году стал управляющим Екатеринославской, затем Гродненской палаты государственных имуществ. Был произведён 22 апреля 1860 года в действительные статские советники.
В 1864 году был причислен к министерству внутренних дел, 11 марта 1866 года назначен вятским губернатором и 12 мая вступил в должность, которую занимал до 14 марта 1869 года. За это время он трижды получал от министра внутренних дел П. А. Валуева внушения о недопустимости бестактного отношения к представителям других ведомств. 
При нём в 1867 году были открыты земские учреждения но к деятельности земства он относился настороженно. 
После увольнения с должности Вятского губернатора был назначен членом комиссии по устройству Мариинской водной системы.
Вышел в отставку в 1886 году с производством в тайные советники.
Награжден орденами:  Св. Анны 2-й ст. (1855), Св. Станислава 1-йст. (1868), бронзовой медалью на Андреевской ленте в память войны 1853-1856 гг., знаками отличия: в память введения в действие положения 19 февраля 1861 г., и за 15 лет беспорочной службы, правительственной грамотой за полезные труды по управлению Вятской губернией.
Умер 6 (18) января 1888 года. Похоронен на кладбище Петербургского Новодевичьего монастыря.
Жена – Надежда Павловна (1824—1883).